# Colonia de Tasmania
La Colonia de Tasmania (más comúnmente denominada simplemente como "Tasmania") fue una colonia británica que existió en la isla de Tasmania desde 1856 hasta 1901, cuando se federó junto con las otras cinco colonias australianas para formar la Comunidad de Australia. La posibilidad de la colonia se estableció cuando el Parlamento del Reino Unido aprobó la Ley de Constituciones Australianas en 1850, otorgando el derecho de poder legislativo a cada una de las seis colonias australianas. El Consejo Legislativo de la Tierra de Van Diemen redactó una nueva constitución que se aprobó en 1854 y recibió la sanción real de la Reina Victoria en 1855. Más tarde ese mismo año, el Consejo Privado aprobó que la colonia cambiara su nombre de "Tierra de Van Diemen" a "Tasmania", y en 1856, el recién elegido parlamento bicameral de Tasmania se reunió por primera vez, estableciendo a Tasmania como una colonia autónoma del Imperio Británico. A menudo se hacía referencia a Tasmania como una de las colonias "más británicas" del Imperio.
La colonia sufrió fluctuaciones económicas, pero en su mayor parte fue próspera y experimentó un crecimiento constante. Con pocas amenazas externas y fuertes vínculos comerciales con el Imperio, la Colonia de Tasmania disfrutó de muchos períodos fructíferos a fines del siglo XIX, convirtiéndose en un centro mundial de construcción naval. Formó una fuerza de defensa local que eventualmente jugó un papel significativo en la Segunda Guerra de los Bóers en Sudáfrica, y los soldados de Tasmania en ese conflicto ganaron las primeras dos Cruzes Victoria ganadas por los australianos. Los tasmanos votaron a favor de la federación con la mayoría más grande de todas las colonias australianas y el 1 de enero de 1901, la Colonia de Tasmania se convirtió en el estado australiano de Tasmania.

## Historia

### Autogobierno
En 1842 se había iniciado una campaña por el autogobierno en la Tierra de Van Diemen. El creciente resentimiento contra el deportación penal a la colonia y la falta de una legislación eficaz llevaron a los agitadores a presionar para lograr una mejor representación. El 31 de octubre de 1845, los "seis patrióticos" abandonaron el Consejo Legislativo, dejándolo sin quórum, pero el 23 de marzo de 1847 habían sido restaurados. En 1849 se estableció la Liga Antitransportación de Australasia en Launceston, y pronto estableció sucursales en las demás colonias australianas. En esa época se fundó la Asociación Republicana Australiana (ARA), pero no logró obtener mucho apoyo.
El 5 de agosto de 1850, el Parlamento del Reino Unido aprobó la Ley de Constituciones de Australia de 1850, que otorgaba el derecho de poder legislativo a las colonias australianas y convocó a un consejo "mixto", que estaría formado en parte por nominados y en parte por electores. El Consejo Legislativo de Tasmania, anteriormente designado, celebró sus primeras elecciones populares el 21 de octubre de 1851, y los miembros recién elegidos se unieron a sus colegas designados por primera vez el 30 de diciembre de 1851. El 19 de agosto de 1853, el Consejo Legislativo designó un comité selecto para redactar una constitución, que fue aprobada por el Consejo el 31 de octubre de 1855. En enero de 1855, se había designado al primer Gobernador de Tasmania, Sir Henry Fox Young. La constitución, que pedía un nuevo parlamento bicameral, recibió la sanción real de la reina Victoria el 1 de mayo de 1855. El 21 de julio de 1855, el Consejo Privado concedió la solicitud de cambiar el nombre de la colonia de "Tierra de Van Diemen" a "Tasmania", y el 24 de octubre de 1855, una multitud tumultuosa se reunió en Hobart para escuchar que la "Ley de la Constitución de Tasmania" había recibido la sanción real. El 8 de febrero de 1856, el antiguo Consejo Legislativo se reunió por última vez y, entre septiembre y octubre, se celebraron elecciones en todo el estado para el nuevo Consejo Legislativo de Tasmania y la Asamblea Legislativa de Tasmania.
El 1 de noviembre de 1856, el gobernador Sir Henry Fox Young proclamó al ex oficial del ejército británico, William Champ, como primer primer ministro de Tasmania, y el nuevo parlamento bicameral se reunió por primera vez el 2 de diciembre de 1856, lo que marcó el comienzo del autogobierno de la colonia de Tasmania.

## Sociedad
Tras los estridentes años de las décadas de 1830 y 1840, en los que la Marina Real había amenazado con prohibir las visitas a tierra en Hobart debido al libertinaje, el comportamiento licencioso y el juego, la colonia había evolucionado hasta volverse bastante conservadora. La adopción de un autogobierno responsable y el cese del transporte parecían indicar que la sociedad de Tasmania buscaba deliberadamente romper con su pasado como colonia penal y establecer los rasgos más sofisticados de la sociedad educada británica. La influencia del gobernador John Franklin y su esposa Jane Franklin habían contribuido mucho a proporcionar esa sensación de refinamiento de la que Tasmania carecía anteriormente. Habían promovido la cultura y la educación, Jane Franklin había creado el Museo Lady Jane Franklin, que incluía réplicas de los Mármoles de Elgin, y John Franklin había establecido la Real Sociedad de Tasmania, la primera fuera del Reino Unido.

### Religión
La religión desempeñó un papel importante en la vida de los europeos de Tasmania en la era colonial. Esto se evidencia en la gran cantidad de iglesias aisladas que sobreviven de ese período. Después de la rebelión de los presos de Castle Hill en 1804, el catolicismo había sido ilegalizado en las colonias australianas por temor a más levantamientos católicos irlandeses. Esto había permitido que las religiones protestantes, en particular el anglicanismo, ganaran un fuerte punto de apoyo en la Tierra de Van Diemen. El primer predicador de la colonia, Robert Knopwood, había impulsado vigorosamente la causa de la Iglesia de Inglaterra durante gran parte de su tiempo en la colonia. Aunque siempre fue una pequeña minoría, el judaísmo también existió en la colonia desde su fundación. Los indígenas de Tasmania habían intentado mantener su religión tradicional, pero se habían visto obligados a convertirse al anglicanismo.
La reforma moral y religiosa desempeñó un papel muy importante en la educación y rehabilitación de los convictos en Australia transportados a la Tierra de Van Diemen. En 1837 se aprobó la Ley de la Iglesia de la Tierra de Van Diemen, que respetaba los derechos de culto y ayudaba económicamente a las "tres grandes divisiones del cristianismo": la Iglesias de Inglaterra, la Escocia y la Roma. En esa época, las iglesias metodista, presbiteriana, congregacionalista, cuáquera y bautista se habían establecido en la Colonia de Tasmania en menor grado.
La Sede de Tasmania se creó en 1843 y, poco después, llegó Francis Russell Nixon, el primer obispo de Tasmania. Nixon tuvo mucho éxito en la promoción de una forma de alto anglicanismo y en la vinculación de su denominación con un sentido patriótico de identidad nacional bajo el lema de "Dios, Rey y Patria". Para no quedarse atrás, el primer obispo católico de Tasmania, Robert Wilson, llegó al año siguiente, predicando una forma de ascetismo piadoso. Una consecuencia no deseada de la Gran Hambruna de Irlanda fue una enorme afluencia de colonos católicos irlandeses en la década de 1850, lo que restableció el catolicismo en la colonia. En 1866 se inauguró la catedral católica de Santa María, pero sin la torre diseñada originalmente. La magnífica catedral anglicana de San David (Hobart), sede del obispo de Tasmania y centro administrativo de la diócesis anglicana de Tasmania, fue diseñada por George Frederick Bodley en estilo neogótico y se terminó en 1868.
En 1861, el 52 por ciento de los habitantes de Tasmania eran anglicanos, el 22 por ciento católicos, el 10 por ciento presbiterianos, el 7 por ciento metodistas y el 4 por ciento congregacionalistas, con un número menor de judíos, cuáqueros y otras religiones. En 1891, el número de católicos había caído al 18 por ciento, los metodistas habían aumentado al 12 por ciento, los presbiterianos habían caído al 7 por ciento, los congregacionalistas habían caído al 3 por ciento, los anglicanos eran poco más del 50 por ciento y los bautistas estaban registrados en el 2 por ciento.

### Recreación
En cuanto los primeros colonos británicos se establecieron en la colonia, comenzaron a disfrutar de formas de recreación similares a las que habían disfrutado en Gran Bretaña. El críquet se jugó por primera vez en 1803, y el rugby y el fútbol se registraron como jugados poco después. En 1814, el críquet era un pasatiempo popular en torno al período de Navidad, y en la década de 1820 se organizaron competiciones regulares de clubes.

## Gobierno
La Colonia de Tasmania había logrado su autogobierno en 1856, después de una larga y difícil campaña. La Constitución de Tasmania había sido ratificada por la Reina Victoria el 1 de mayo de 1855, estableciendo el marco a través del cual se gobernaría Tasmania. Al igual que el estado australiano moderno de Tasmania, la Colonia de Tasmania estaba gobernada de acuerdo con los principios del Sistema Westminster, una forma de gobierno parlamentario basada en el modelo del Reino Unido. El poder legislativo residía en el Parlamento de Tasmania, que estaba formado por la Corona, representada por el Gobernador de Tasmania, y las dos Cámaras, el Consejo Legislativo de Tasmania y la Cámara de la Asamblea de Tasmania.

## Demografía
Según el censo de 1881, se contabilizaron 61.162 varones frente a 54.543 mujeres, lo que supone un total combinado de 115.705 personas. La tasa de nacimientos y muertes fue de 896 nacimientos y 481 muertes en 1881. La mayoría de la población nació en Tasmania y constituyó el 69,13% (79.991). Otros lugares de nacimiento incluyen otras colonias australianas (3987 o 3,44%), Inglaterra, Gales, Escocia e Irlanda (28.243 o 24,41%), otras posesiones británicas y en el mar (872 o 0,76%), países extranjeros (2223 o 1,93%) y un recuento no especificado de 389 personas o 0,33%.
Religión
La mayoría de la población de Tasmania se adhirió al anglicanismo bajo la Iglesia de Inglaterra británica. Sin embargo, también había una minoría considerable de católico romano. Además de esto, también había pequeñas poblaciones de protestantes que incluían en particular al luteranismo y al presbiterianismo, así como religiones no cristianas y personas irreligiosas que también constituían una proporción muy pequeña de la población.
Ciudades más grandes
1. Hobart, ciudad (Población en 1881: 21.118)
2. Launceston (Población: 12.752)
3. New Town (Población: 1720)
4. Longford (Población: 1286)
5. Westbury (Población: 1156)
6. New Norfolk (Población: 1036)
7. Campbell Town (Población: 948)
8. Waratah (Población: 874)
9. Deloraine (Población: 836)
10. Queenborough (Población: 795)